# Beat the Border
Beat the Border è il secondo album dell'artista ugandese Geoffrey Oryema; inciso nel 1993 per l'etichetta Real World.
Hanno collaborato alla realizzazione dell'album Jean-Pierre Alarcen (chitarra solista), Bob Ezrin, Brian Eno, Manu Katché e Ayub Ogada.

## Tracce
1. The River
2. Kel Kweyo
3. Market Day
4. Lapwony
5. Umoja
6. Gang Deyo
7. Hard Labour
8. Payira Wind
9. Lajok
10. Nomad